# ヘルデル石
ヘルデル石(Herderite、ヘルダー石、ヘルデライト)は、燐灰石の仲間のリン酸塩鉱物で、組成はCaBe(PO4)(F,OH)である。しばしば双晶となる単斜晶を形成する。色は無色から黄色、緑色まで様々である。水酸基が卓越すると水酸ヘルデル石（Hydroxylherderite、水酸ヘルダー石、CaBe(PO4)(OH,F)）となるが、市場に出回っている標本はこちらの方が多いとされる。
しばしばペグマタイトの中に、また他の燐灰石とともに、世界中の様々な場所で見つかる。
1828年にザクセン州エルツ山脈のザウベルク鉱山で発見されたものが初めて記載され、ドイツの鉱山学者ジギムント・アウグスト・ヴォルフガング・ヘルダーに因んで命名された。